# KRTAP27-1
KRTAP27-1 (англ. Keratin associated protein 27-1) – білок, який кодується однойменним геном, розташованим у людей на довгому плечі 21-ї хромосоми. Довжина поліпептидного ланцюга білка становить 207 амінокислот, а молекулярна маса — 22 345.
| 10         |  | 20         |  | 30         |  | 40         |  | 50         |
| ---------- |  | ---------- |  | ---------- |  | ---------- |  | ---------- |
| MPHSHCHSLR |  | SFHNAPPLSA |  | ITHGTNPITF |  | EDRLCLPSSF |  | HSRTCFLDNF |
| QETCNETTSC |  | QMTNCEQDLF |  | TDDSCVQSNC |  | FPGVVQTTYS |  | NSRPCERTAC |
| QSESSSAGLA |  | CVSQPCQSES |  | TQQMGFVAQS |  | CQPASLKGNS |  | CPPKTSKSKN |
| FETLERASSQ |  | CQCQSQNPES |  | SSCRPLVNVA |  | PEPQLLESSP |  | GVEPTCCVTG |
| GSQLPSK    |  |            |  |            |  |            |  |            |

A: Аланін

C: Цистеїн

D: Аспарагінова кислота

E: Глутамінова кислота

F: Фенілаланін

G: Гліцин

H: Гістидин

I: Ізолейцин

K: Лізин

L: Лейцин

M: Метіонін

N: Аспарагін

P: Пролін

Q: Глутамін

R: Аргінін

S: Серин

T: Треонін

V: Валін